# 李蔡
李蔡（？—前118年），陇西郡成纪县人，西汉丞相。李广的族弟。

## 生平
汉文帝时期，李蔡為漢中郎，為武騎常侍，秩八百石。
汉景帝时期，李蔡積功勞至二千石。
汉武帝时期，官至代相。元朔五年，李蔡任主爵都尉。元朔五年（前124年），代相李蔡以轻车将军身份从大将军卫青攻打匈奴有功，俘获匈奴的一位王，封为乐安侯，二千戶。元狩元年（前122年），李蔡任御史大夫。前121年，丞相公孙弘去世，三月二十一日，李蔡任丞相，元狩五年（前118年），李蔡因以丞相身份侵卖园陵道壖地，坐法自杀。庄青翟为丞相。

## 考古
李晖仪墓志之中自称是西汉丞相李蔡的后裔，与一般可见史料中陇西李氏把李广作为祖先不同，北京大学历史系教授罗新认为这也许反映了北魏后期陇西李氏编造祖先谱系的工作尚未最后完成。

## 延伸阅读
[在维基数据编辑]
 《史記/卷111》，出自司馬遷《史記》